# Cuimba
Cuimba é uma cidade e município da província do Zaire, em Angola.
O município de Cuimba está administrativamente dividido em três comunas, sendo a sede correspondendo a própria cidade de Cuimba, existindo também as comunas de Buela e Luvaca. Até setembro de 2024 seu território continha a comuna de Serra da Canda.